# Zandblauwtjesglansbij
De zandblauwtjesglansbij (Dufourea halictula) is een vliesvleugelig insect uit de familie Halictidae. De wetenschappelijke naam van de soort is voor het eerst geldig gepubliceerd in 1852 door Nylander.